# 前野定次
前野 定次（まえの さだつぐ）は、江戸時代中期頃の土佐藩士。別名山内 内匠頭 定次。娘に乾正方の正室がおり、その子孫に板垣退助がいる。土佐前野氏五代。

## 人物
定次は、時之系前野氏の当主・前野豊長の子に生まれる。前野泰衡の子の前野定次とは別の人物である。前野家と山内家の関わりなどから、土佐藩に仕えていたと考えられている。乾正方の正室である定次の娘は、正方との間に乾正清を産み、その子孫に板垣退助がいる。

## 氏族
定次の祖父の代から山内姓を使っていたが、それまでは前野姓を使用していた。前野氏の始祖は前野高長で、定次の前野氏は高長の子孫の前野忠勝の子・前野時之の代から続く派生氏族である。